# 惡 (佛教)
惡，佛教術語，字面意義為不好的、惡的、無助益的，為善的反義詞，即不善。在說一切有部中，將一切事物的性質，分為善、惡與無記三性，大眾部則只立善、惡兩個性質。

## 字源
在梵文中，惡（pāpaka）是一個形容詞。同義字為不善（akuśala），是善的反義字。

## 概論
在佛教中，善是指順著正確道理、隨順正法的事物，而惡是指違逆正確道理的。《俱舍論》以能否帶來安穩的業，能否得涅槃，能否停息苦，作為善與不善的區別。《成唯識論》以能否為現世及來世帶來好處，來區分善與不善。
惡的行為或心態，會帶來惡業，導致投生惡趣。佛教主要提出十惡作為戒律。